# Abdellatif Kechiche
Abdellatif Kechiche (àrab: عبد اللطيف كشيش, ʿAbd al-Laṭīf Kxīx) (Tunis, 7 de desembre de 1960) és un actor, director de cinema i guionista tunisià-francès.
La seva primera obra com a director fou La Faute à Voltaire (2000). També ha dirigit L'esquive, que va obtenir els premis César al millor director i al millor film. Va presentar el 2007 La graine et le mulet en la 64a Mostra de Venècia, per la qual va guanyar el Gran Premi Especial del Jurat, a més que va tornar a guanyar 2 César com a millor director i pel millor film. Finalment, va guanyar la Palma d'Or amb La vie d'Adèle, el premi a la millor pel·lícula del Festival de Canes 2013 i també el Premi FIPRESCI.

## Biografia

### Començaments com a actor
Nascut a Tunísia, Abdellatif Kechiche arriba amb els seus pares a Niça amb sis anys. Fill d'obrers, aviat és confrontat al racisme i al menyspreu de classe. Apassionat del teatre, segueix cursos d'art dramàtic del Conservatoire d'Antibes. Interpreta diversos espectacles sobre la Costa Blava, sobretot una peça de Federico Garcia Lorca el 1978 i una peça d'Eduardo Manet l'any següent. Es consagra igualment en la posada en escena i presenta al Festival d'Avinyó L'arquitecte el 1981.
Al cinema, obté el primer paper del Le thé à la menthe d'Abdelkrim Bahloul, on interpreta un jove immigrat algerià que viu de petits robatoris.
André Téchiné el contracta el 1987 a Les Innocents on encarna un gigolo enfront de Sandrine Bonnaire i Jean-Claude Brialy. Gràcies a Bezness de Nouri Bouzid, obté el premi d'interpretació masculina del Festival internacional de cinema francòfon de Namur el 1992.
Coneix el mateix any la seva companya, Ghalya Lacroix, que escriurà i farà el muntatge de totes les seves futures realitzacions.

### Carrera de director
Abdellatif Kechiche decideix a continuació passar darrere de la càmera. Escriu diversos guions que intenta vendre sense èxit. Però l'escript de La Faute à Voltaire va acabar per seduir el productor Jean-François Lepetit. Aquest primer film es concep com el retrat, simplicíssim i vibrant, d'un sense-papers. El jove director hi revela la seva capacitat d'observar la realitat diària de desheretats o de marginals tot desenvolupant un cert sentit del novel·lesc i de la peripècia. S'hi descobreix igualment el seu amor pels actors i el joc naturalista gràcies a les interpretacions de Sami Bouajila i ÉlodieBouchez. El conjunt d'aquestes qualitats li val el Lleó d'Or a la millor primera obra a la Mostra de Venècia el 2000.
El 2003 escriu i dirigeix L'Esquive amb actors debutants i un pressupost extremadament reduït. Segueix una banda d'estudiants d'institut del suburbi parisenc repetint una peça de Marivaux per a la classe de francès. Aquesta obra sincera, que busca mostrar el moviment indecís de la seducció adolescent, trenca els estereotips sobre la joventut de les ciutats. Sense batre rècords d'entrades en sales, L'Esquive assoleix un èxit honorable per a un film d'autor sense actors coneguts; és saludat per la critica com un dels grans films francesos de l'any 2004. Per sorpresa general, destrona a la 30a cerimònia dels Cèsar els dos films favorits del públic: Les Choristes de Christophe Barratier i Un long dimanche de fiançailles de Jean-Pierre Jeunet guanyant quatre trofeus importants: el César a la millor esperança femenina per a la revelació Sara Forestier, i per a Kechiche els Cèsar al millor film, millor director i al millor guió.
Posa a continuació en escena l'any 2006 La Graine et le Mulet que evoca el recorregut d'un obrer d'origen magrebí que desitja reconvertir-se a restaurador al port de Seta. En aquesta tercera obra, el cineasta fa novament la demostració del seu talent de pintor del quotidià i de contista voluntari, a prop del cinema social. Rep una acollida triomfal a la Mostra de Venècia 2007 on li concedeixen el Gran Premi del Jurat. L'artista Hafsia Herzi aconsegueix al seu costat el premi a la millor jove actriu. Després d'haver obtingut el premi Louis-Delluc 2007, aparta novament, de manera tan inesperada com la primera vegada, tres dels grans favorits als Cèsar 2008: La Môme de Olivier Dahan, Un secret de Claude Miller i L'escafandre i la papallona de Julian Schnabel. La Graine et le mulet guanya en efecte les quatre mateixes estatuetes que L'Esquive, tres anys abans, entre les quals la de la millor esperança femenina per a Hafsia Herzi. Premis iguals a les critiques de la premsa, molt unànimes, les Cahiers du cinéma classificaran el film com un dels millors del decenni i van declarar que és la unió entre el cinema d'autor i popular, deixat vacant per Maurice Pialat. Èxit comercial igualment amb un milió d'entrades a França.
El seu film següent, seleccionat a laMostra de Venècia 2010, es titula Vénus noire, en referència a la « Vénus Hottentote » (Saartjie Baartman). Es va tractar del primer film amb vestuari i d'època de l'autor, en un context molest enfront del tractament fet al personatge. La recepció critica és favorable, encara que a la 36a cerimònia dels Cèsar (2011), el film només recull una sola nominació, a la millor esperança femenina per a Yahima Torres. El film és un fracàs comercial, a la vista de l'èxit dels dos films precedents, amb 200.000 entrades.

### La Vie d'Adèlei les polèmiques
Adapta (i produeix amb la seva nova societat de producció, Quat'sous Films) amb llibertat la novel·la gràfica Le bleu est une couleur chaude de Julie Maroh sota el títol La Vie d'Adèle que explica la història d'un amor passional durant diversos anys entra dues noies de mitjans socials diferents del Nord de França. El film és projectat al Festival de Canes 2013 on rep una acollida massivament laudativa de part de la critica francesa i internacional que parla d'obra, i li es concedit, per unanimitat del jurat presidit per Steven Spielberg, la Palma d'or per a la qual era el gran favorit des de la seva presentació · . D'altra banda, per primera vegada, és atorgada conjuntament al director i a les dues interpretes principals: Adèle Exarchopoulos i Léa Seydoux.
No obstant això, el dia mateix de la projecció a Canes, esclata una polèmica en el cas de les condicions de treball sobre el rodatge: alguns tècnics acusen Kechiche, en un comunicat de premsa, de comportaments « pròxims a l'hostigament moral » i de desprestigiar el codi del treball. Alguns dies després, Julie Maroh, l'autor del còmic en el qual el film està inspirat, lamenta la presència de les escenes de sexe lesbic, que jutja quirúrgiques, demostratives i crues, i no testifiquen cap desig enamorat, a continuació es va manifestar decebuda pel comportament menyspreant adoptat per Kechiche, ja que aquest va deixar de respondre als seus missatges després de la cessió dels drets d'adaptació, que no l'ha convidada a Canes amb l'equip del film i que ha omès mencionar-la en el seu discurs d'agraïment per la Palme. Les dues actrius principals, tot lloant les qualitats del film i afirmant estar orgulloses de ser-ne les interpretes, s'esplaien quatre mesos més tard, en plena promoció americana, sobre aquest rodatge que qualifiquen d'« horrible » i « sense fi », insistint sobre la « manipulació » que el cineasta els ha fet patir i sobre la violència de la qual es pot fer gala sobre un escenari. El cineasta és, com Maurice Pialat, molt exigent sobre l'actuació dels actors, rodant molt (hi ha 750 hores de rushes per a La Vie d'Adèle).
La reacció molt violenta del director, a continuació, dirigida contra Léa Seydoux únicament, i la polèmica, rellançada i transmesa pels grans mitjans de comunicació, es tanca amb una entrevista concedida a Télérama en la qual el cineasta afirma que La Vie d'Adèle no hauria de sortir perquè ha estat massa embrutada. A finals d'octubre de 2013, Kechiche publica una molt llarga tribuna per a Rue89 pel biaix de la qual acusa diverses personalitats del cinema, com ara Seydoux i els productors Jean-François Lepetit i Marí Karmitz, d'haver instrumentalitzat una controvèrsia estèril pretenent difamar-lo i impedir l'èxit del film.
En detriment del context tòxic, l'obra reuneix més d'un milió d'espectadors en sales i guanya el premi Louis-Delluc, el segon per a Kechiche. El film, a més de les seves projeccions aclamades als Festivals de cinemes americans, és fins i tot nominat per al BAFTA a la millor pel·lícula estrangera i el Globus d'Or a la millor pel·lícula de parla no anglesa (però no a l'Oscar equivalent, el film és estrenat després de la data prevista). A la cerimònia dels Cèsar 2014, Kechiche, que no hi assisteix arran de les polèmiques, el film, nomenat vuit vegades, aconsegueix una sola recompensa, la del Cèsar a la millor esperança femenina per a Adèle Exarchopoulos. La premsa sospita el boicot dels votants, el film tenia l'estatut de gran favorit de la tarda.
El 16 de gener de 2015, Abdellatif Kechiche és condemnat a pagar 180.000 euros a la productora MK2, dirigida per Marin Karmitz, pel tribunal de gran instància de París. Els jutges estimen en efecte que el director ha « comès faltes en les seves obligacions contractuals » cap a MK2. Segons els termes del contracte signat en abril 2008 entre el director i la societat de producció, Abdellatif Kechiche s'havia compromès « a proposar en exclusivitat a la societat MK2 (...) els seus tres propers films, entre els quals Vénus Noire, llavors en curs de realització », per 270.000 euros. Però la durada del primer film dirigit (2h42), així com el seu fracàs comercial (212.000 entrades), deterioren les relacions entre Abdellatif Kechiche i Marin Karmitz. Abdellatif Kechiche només proposa una única sinopsis a continuació, Le Ministre, rebutjada per MK2, i col·labora amb la societat Wild Bunch per a la producció de La Vie d'Adèle, contravenint així la clàusula d'exclusivitat que beneficiava MK2. Per la seva banda, Abdellatif Kechiche acusava MK2 de « pressions, assetjaments, i formes de treballar deslleials», que « l'han impedit de treballar durant aproximadament 4 anys », i reclamava 6,5 milions d'euros « en reparació del perjudici material, artístic i professional ».

## Filmografia

### Director
- La Faute à Voltaire (2000)
- L'Esquive (2003)
- La Graine et le Mulet (2007)
- Vénus noire (2010)
- La vie d'Adèle (2013)

## Premis i nominacions

### Premis
- 2005. César al millor director per L'Esquive
- 2005. César al millor guió original per L'Esquive
- 2007. Premi especial del Jurat (Festival de Venècia) per La Graine et le Mulet
- 2008. César al millor director per La Graine et le Mulet
- 2008. César al millor guió original per La Graine et le Mulet
- 2013. Palma d'Or per La vie d'Adèle
- 2018. Palmera d'Or de la Mostra de València[22]

### Nominacions
- 2007. Lleó d'Or per La graine et le mulet
- 2010. Lleó d'Or per Vénus noire